# Bruchenbrücken

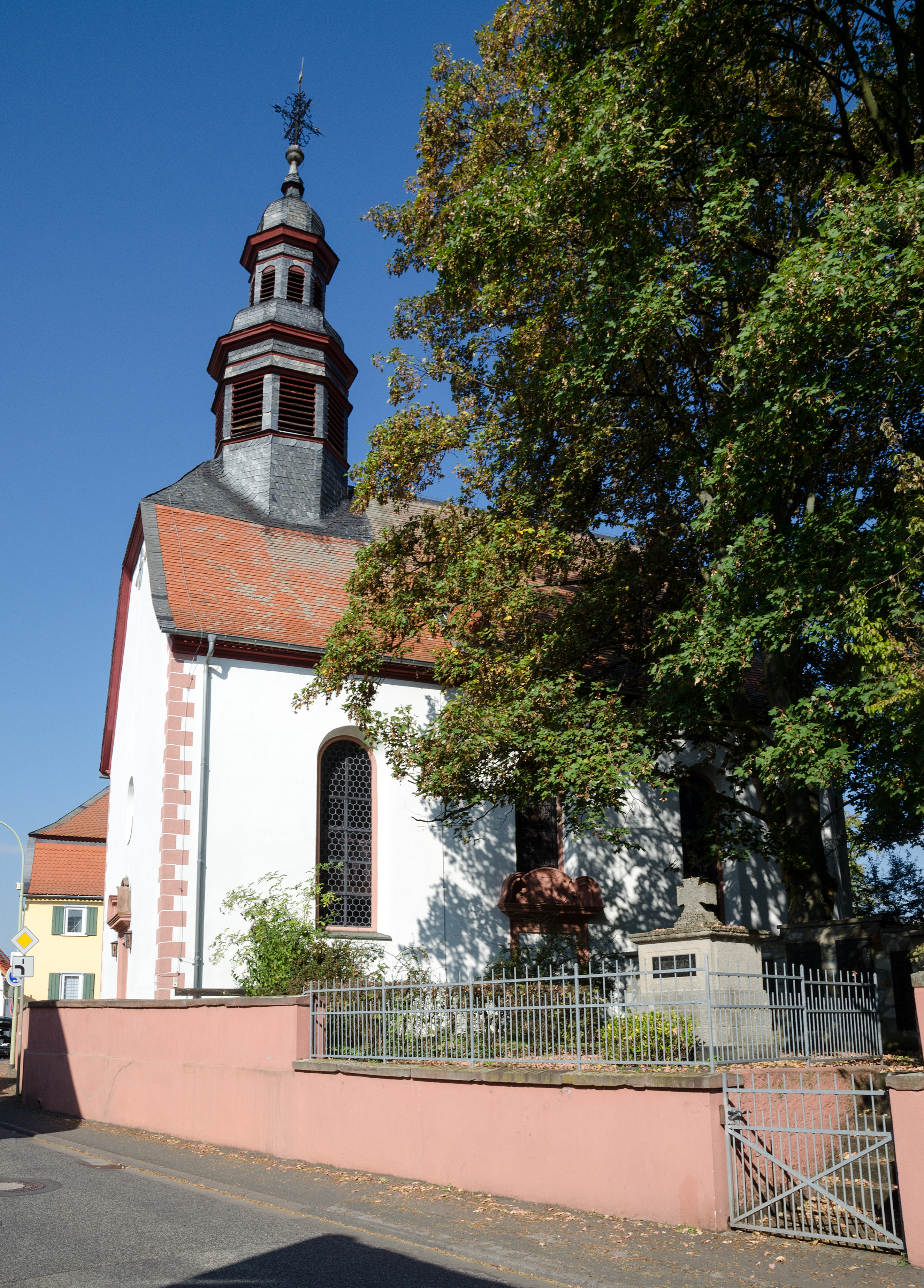
Evangelische Pfarrkirche

Bruchenbrücken ist ein Stadtteil von Friedberg (Hessen) und im hessischen Wetteraukreis. Der Ort liegt im südöstlichen Teil von Friedberg an der Wetter.

## Geschichte

### Ortsgeschichte
Die Gemarkung war bereits vor über 7000 Jahren während der frühesten Linienbandkeramik von Bauern bewohnt. Dabei ließen sich bei zwei Grabungskampagnen zunächst acht, dann weitere neun Hausgrundrisse nachweisen. 16 der 17 Häuser datieren in die früheste Bandkeramik. Wahrscheinlich existierten jedoch immer nur drei bis fünf Häuser gleichzeitig, da diese nur je etwa 25 Jahre genutzt wurden, um dann durch ein neues Haus ersetzt zu werden. Bei der zweiten Kampagne traten auch zwei Bestattungen zu Tage. Einflüsse aus dem Südwesten ließen sich anhand von Keramik der La-Hoguette-Gruppe nachweisen. Die Funde reichen bis in die späte Urnenfelderkultur, also bis in die späte Bronzezeit. Zum Neolithikum zählten zwei Kreisgrabenanlagen, dort fand sich auch ein Keramikpflaster aus der besagten Bronzezeit.
Bruchenbrücken wurde urkundlich erstmals 1282/83 als „Brugenbrukke“ im Lehensverzeichnis Gottfrieds II. von Eppstein erwähnt, der die Gerichtsbarkeit über Bruchenbrücken innehatte. Um 1297 wird Bruchenbrücken an Ruzo von Ilbenstadt als Lehen gegeben. Nach dem Aussterben der Grafen von Eppstein-Stolberg fiel Bruchenbrücken an das Kurfürstentum Mainz. 1364, nachdem die Falkensteiner die Macht im ehemals münzenbergischen Gebiet, zu dem auch Bruchenbrücken gehörte, errungen hatten, wird Bruchenbrücken als Untergericht in einer Ilbenstädter Urkunde erwähnt. Dem Gericht standen damals als Grefe vor 1384: Cuntze und seit 1409: Hartmann Ripode. Zu dieser Zeit gehörte Bruchenbrücken gemeinsam mit Fauerbach, Ossenheim, Bauernheim Ober-Wöllstadt, Nieder-Wöllstadt und Nieder-Rosbach zur Falkensteiner Grafschaft Assenheim. Mit dem Aussterben der Falkensteiner ging die Herrschaft zunächst auf die Gräfin zu Sayn und Diether zu Ysenburg-Büdingen über, die die Verwaltung zunächst gemeinsam ausübten. Nach der Trennung erhielt Ysenburg-Büdingen den Teil, zu dem auch Bruchenbrücken gehörte, welches ab dann von einem im Schloss Assenheim sitzenden Amtmann der Ysenburger verwaltet wurde. Die nächste schriftliche Erwähnung ist in einer Urkunde aus dem Jahr 1483 zu finden, die sich mit dem Besitz des Mainzer St.-Alban-Stiftes in Bruchenbrücken befasst.
1555 wurde unter dem Grafen Anton von Ysenburg-Büdingen die Reformation in seinem Herrschaftsbereich und damit auch in Bruchenbrücken eingeführt.
1930 bei der Reichstagswahl bei einer Wahlbeteiligung von 85,28 % verteilten sich die abgegebenen Stimmen wie folgt auf die Parteien: SPD 210, KPD 49, NSDAP 38 und das hessische Landvolk 74.
1931 bei der Landtagswahl: SPD 72, KPD 40, Hessisches Landvolk 31, Sozialistische Arbeiterpartei 129, NSDAP 111, die restlichen Stimmen verteilten sich auf weitere 8 Parteien.
1932 bei der Reichspräsidentenwahl im ersten Wahlgang: Hitler 185, Hindenburg 129, Thälmann 129. Im zweiten Wahlgang Hitler 205, Hindenburg 195, Thälmann 56.
Hessische Gebietsreform (1970–1977)
Zum 31. Dezember 1971 wurde die bis dahin selbständige Gemeinde Bruchenbrücken im Zuge der Gebietsreform in Hessen auf freiwilliger Basis in die Kreisstadt Friedberg eingegliedert.

### Verwaltungsgeschichte im Überblick
Die folgende Liste zeigt die Staaten und Verwaltungseinheiten, denen Bruchenbrücken angehört(e):
- vor 1806: Heiliges Römisches Reich, Grafschaft Isenburg-Wächtersbach, Gericht Assenheim (Anteil an der Herrschaft Münzenberg)
- ab 1806: Fürstentum Isenburg,[Anm. 2] Gericht Assenheim
- ab 1813: Generalgouvernement Frankfurt,[Anm. 3] Gericht Assenheim
- ab 1815: Kaisertum Österreich,[Anm. 4] Gericht Assenheim
- ab 1816: Großherzogtum Hessen (Souveränitätslande),[Anm. 5] Amt Assenheim (zur Standesherrschaft Isenburg gehörig)[Anm. 6]
- ab 1821: Großherzogtum Hessen, Provinz Oberhessen, Landratsbezirk Vilbel[Anm. 7]
- ab 1823: Großherzogtum Hessen, Provinz Oberhessen, Landratsbezirk Vilbel
- ab 1832: Großherzogtum Hessen, Provinz Oberhessen, Kreis Friedberg
- ab 1848: Großherzogtum Hessen, Regierungsbezirk Friedberg
- ab 1852: Großherzogtum Hessen, Provinz Oberhessen, Kreis Friedberg
- ab 1867: Norddeutscher Bund,[Anm. 8] Großherzogtum Hessen, Provinz Oberhessen, Kreis Friedberg
- ab 1871: Deutsches Reich, Großherzogtum Hessen, Provinz Oberhessen, Kreis Friedberg
- ab 1918: Deutsches Reich,[Anm. 9] Volksstaat Hessen, Provinz Oberhessen, Kreis Friedberg
- ab 1938: Deutsches Reich, Volksstaat Hessen, Landkreis Friedberg[9][Anm. 10]
- ab 1945: Amerikanische Besatzungszone,[Anm. 11] Groß-Hessen, Regierungsbezirk Darmstadt, Landkreis Friedberg
- ab 1946: Amerikanische Besatzungszone, Land Hessen, Regierungsbezirk Darmstadt, Landkreis Friedberg
- ab 1949: Bundesrepublik Deutschland, Land Hessen, Regierungsbezirk Darmstadt, Landkreis Friedberg
- ab 1972: Bundesrepublik Deutschland, Land Hessen, Regierungsbezirk Darmstadt, Wetteraukreis, Stadt Friedberg[Anm. 12]

## Bevölkerung
Einwohnerstruktur 2011
Nach den Erhebungen des Zensus 2011 lebten am Stichtag dem 9. Mai 2011 in Bruchenbrücken 1782 Einwohner. Darunter waren 123 (6,9 %) Ausländer.
Nach dem Lebensalter waren 306 Einwohner unter 18 Jahren, 738 zwischen 18 und 49, 363 zwischen 50 und 64 und 375 Einwohner waren älter. Die Einwohner lebten in 765 Haushalten. Davon waren 201 Singlehaushalte, 267 Paare ohne Kinder und 219 Paare mit Kindern, sowie 60 Alleinerziehende und 15 Wohngemeinschaften. In 168 Haushalten lebten ausschließlich Senioren und in 510 Haushaltungen lebten keine Senioren.
Einwohnerentwicklung
| Bauernheim: Einwohnerzahlen von 1834 bis 2022 | Bauernheim: Einwohnerzahlen von 1834 bis 2022 | Bauernheim: Einwohnerzahlen von 1834 bis 2022 | Bauernheim: Einwohnerzahlen von 1834 bis 2022 | Bauernheim: Einwohnerzahlen von 1834 bis 2022 |
| --- | --------------------------------------------- | --------------------------------------------- | --------------------------------------------- | --------------------------------------------- |
| Jahr |                                               |                                               |                                               | Einwohner                                     |
| 1834 | 1834                                          |                                               | 513                                           | 513                                           |
| 1840 | 1840                                          |                                               | 545                                           | 545                                           |
| 1846 | 1846                                          |                                               | 587                                           | 587                                           |
| 1852 | 1852                                          |                                               | 594                                           | 594                                           |
| 1858 | 1858                                          |                                               | 599                                           | 599                                           |
| 1864 | 1864                                          |                                               | 557                                           | 557                                           |
| 1871 | 1871                                          |                                               | 583                                           | 583                                           |
| 1875 | 1875                                          |                                               | 568                                           | 568                                           |
| 1885 | 1885                                          |                                               | 609                                           | 609                                           |
| 1895 | 1895                                          |                                               | 580                                           | 580                                           |
| 1905 | 1905                                          |                                               | 630                                           | 630                                           |
| 1910 | 1910                                          |                                               | 652                                           | 652                                           |
| 1925 | 1925                                          |                                               | 795                                           | 795                                           |
| 1939 | 1939                                          |                                               | 810                                           | 810                                           |
| 1946 | 1946                                          |                                               | 1.233                                         | 1.233                                         |
| 1950 | 1950                                          |                                               | 1.290                                         | 1.290                                         |
| 1956 | 1956                                          |                                               | 1.168                                         | 1.168                                         |
| 1961 | 1961                                          |                                               | 1.185                                         | 1.185                                         |
| 1967 | 1967                                          |                                               | 1.245                                         | 1.245                                         |
| 1970 | 1970                                          |                                               | 1.396                                         | 1.396                                         |
| 1980 | 1980                                          |                                               | ?                                             | ?                                             |
| 1990 | 1990                                          |                                               | ?                                             | ?                                             |
| 2000 | 2000                                          |                                               | ?                                             | ?                                             |
| 2011 | 2011                                          |                                               | 1.782                                         | 1.782                                         |
| 2022 | 2022                                          |                                               | 1.855                                         | 1.855                                         |
| Datenquelle: Historisches Gemeindeverzeichnis für Hessen: Die Bevölkerung der Gemeinden 1834 bis 1967. Wiesbaden: Hessisches Statistisches Landesamt, 1968. Weitere Quellen: LAGIS; Zensus 2011; Wetteraukreis |                                               |                                               |                                               |                                               |

Konfessionsstatistik
| • 1961: | 894 evangelische (= 75,44 %), 281 katholische (= 23,71 %) Einwohner |

## Politik
Für Bruchenbrücken besteht ein Ortsbezirk (Gebiete der ehemaligen Gemeinde Bruchenbrücken) mit Ortsbeirat und Ortsvorsteher nach der Hessischen Gemeindeordnung. Der Ortsbeirat besteht aus neun Mitgliedern. Bei den Kommunalwahlen in Hessen 2021 betrug die Wahlbeteiligung zum Ortsbeirat 55,35 %. Es wurden gewählt: Fünf Mitglieder der CDU und je zwei Mitglieder des Bündnis 90/Die Grünen und der FDP. Der Ortsbeirat wählte Gunther Best (CDU) zum Ortsvorsteher.

## Ortsspitzname
Der volkstümliche Spitzname von Bruchenbrücken ist Bärenschweiz.

## Kulturdenkmäler
Siehe: Liste der Kulturdenkmäler in Bruchenbrücken

## Öffentliche Einrichtungen und Vereine
Öffentliche Einrichtungen im Überblick
- Kindertagesstätte Regenbogen
- Außenstelle der Geschwister-Scholl-Schule (1. und 2. Klasse)[14]
- Sportplatz
- Evangelische Kirchengemeinde

Vereine im Überblick
- SV 1919 Bruchenbrücken e. V.
- Turnverein 1906 Bruchenbrücken
- Fischerei-Verein Bruchenbrücken e. V.
- Freiwilliger Feuerwehrverein

## Verkehr
Am westlichen Rand der Bebauung verläuft die Main-Weser-Bahn. Die Linie S 6 der S-Bahn Rhein-Main, die halbstündlich zwischen Friedberg und Langen verkehrt, hat in Bruchenbrücken einen Haltepunkt.
| Linie | Verlauf | Takt   |
| ----- | --- | ------ |
| S6    | Friedberg (Hess) – Bruchenbrücken – Nieder-Wöllstadt – Okarben – Groß Karben – Dortelweil – Bad Vilbel – Bad Vilbel Süd – Frankfurt-Berkersheim – Frankfurt-Frankfurter Berg – Frankfurt-Eschersheim – Frankfurt-Ginnheim – Frankfurt (Main) West – Frankfurt am Main Messe – Frankfurt (Main) Galluswarte – Frankfurt (Main) Hbf tief – Frankfurt (Main) Taunusanlage – Frankfurt (Main) Hauptwache – Frankfurt (Main) Konstablerwache – Frankfurt (Main) Ostendstraße – Frankfurt (Main) Lokalbahnhof – Frankfurt (Main) Süd – Frankfurt (Main) Stresemannallee – Frankfurt-Louisa – Neu-Isenburg – Dreieich-Buchschlag – Langen Flugsicherung – Langen (Hess) | 30 min |

Im Ort kreuzt sich die Landesstraße 3351 mit der Kreisstraße 239. Den Busverkehr betreibt die Verkehrsgesellschaft Oberhessen (VGO).

## Persönlichkeiten
- Erasmus Alberus (ca. 1500–1553), evangelischer Theologe und Reformator, geboren in Bruchenbrücken, nach dem auch die Evangelische Pfarrkirche Bruchenbrücken benannt wurde.